# Itaúba
Itaúba är en kommun i Brasilien.   Den ligger i delstaten Mato Grosso, i den centrala delen av landet, 1 000 km nordväst om huvudstaden Brasília. Antalet invånare är 4 570.
I omgivningarna runt Itaúba växer i huvudsak städsegrön lövskog. Trakten runt Itaúba är nära nog obefolkad, med mindre än två invånare per kvadratkilometer.